# Exposition internationale d'architecture
Pour les articles homonymes, voir IBA.
Une Exposition internationale d'architecture (IBA, ou Internationale Bauausstellung) est un outil allemand permettant d'exposer, sur une longue durée et en plein air, des concepts innovants en matière d'architecture ou de génie urbain.

## Histoire
La première, tenue en 1901, s'est déroulée à Darmstadt dans le cadre du parc Mathildenhöhe.

## Pour aller plus loin
- Bärbel Rechenbach: „Vom Bergmann zum Seemann – Die Lausitz wandelt sich vom Tagebauland zur Kulturlandschaft.“ TIEFBAU 5/2007, S. 276–284
- „IBA HAMBURG - Entwürfe für die Zukunft der Metropole“, Band 1: „Metropole: Reflexion“, JOVIS Verlag, Berlin 2007,  (ISBN 978-3-939633-90-7)
- „IBA HAMBURG - Entwürfe für die Zukunft der Metropole“, Band 2: „Metropole: Ressourcen“, JOVIS Verlag, Berlin 2008,  (ISBN 978-3-939633-91-4)
- „IBA HAMBURG - Entwürfe für die Zukunft der Metropole“, Band 3: "Metropole: Bilden", JOVIS Verlag, Berlin 2009,  (ISBN 978-3-86859-070-8)
- Sally Below, Moritz Henning, Heike Oevermann: Die Berliner Bauausstellungen – Wegweiser in die Zukunft? Regioverlag, Berlin 2009,  (ISBN 978-3-929273-72-4)
- Zur Zukunft Internationaler Bauausstellungen, Netzwerk "IBA meets IBA", IBA Hamburg (Hg.), JOVIS Verlag 2010,  (ISBN 978-3-86859-073-9)